# Russellův paradox

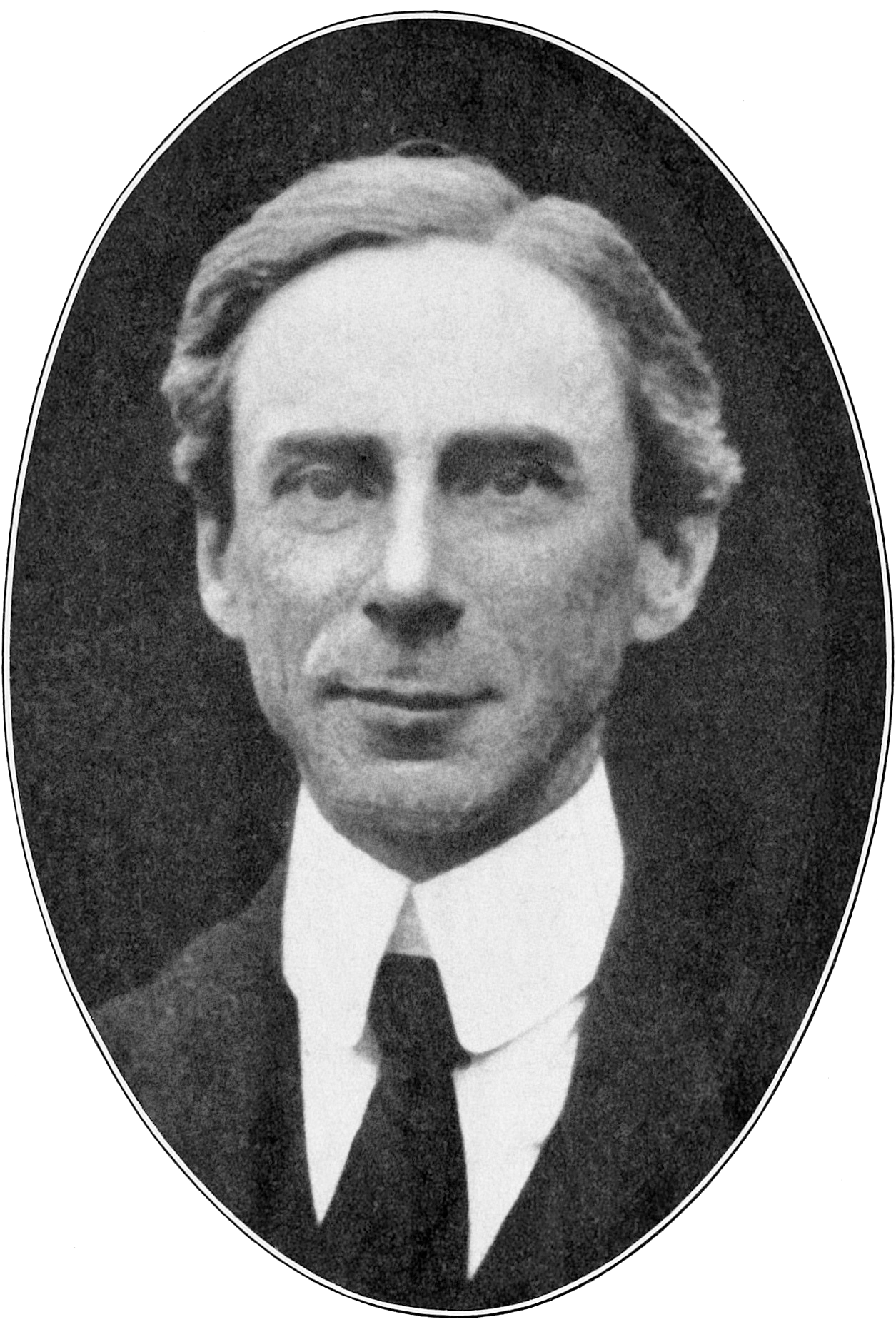
Bertrand Russell

Russellův paradox (též Russellova antinomie) je paradox, objevený v roce 1901 Bertrandem Russellem, který ukazuje, že Cantorova intuitivní teorie množin (naivní teorie množin) je vnitřně sporná.

## Princip paradoxu
Označme S množinu všech množin, které nejsou svým vlastním prvkem (tj. množin, které neobsahují samy sebe).
{\displaystyle S=\{X|X\notin X\}}
Tato množina je v Cantorově systému dobře definovaná, tzn. nyní by mělo být pro libovolnou množinu M možno rozhodnout, zda tato množina M je, či není prvkem množiny S. Toto však nelze rozhodnout v případě samotné množiny S. Obě možnosti totiž vedou ke sporu s její definicí. (Pokud S není svým vlastním prvkem, měla by podle definice do S patřit; pokud však S je svým vlastním prvkem, pak by podle definice do S patřit neměla.)

## Varianty
Tato antinomie má řadu populárních variant, které ji používají v různých snadněji představitelných kontextech.

### Holičův paradox
Holič ze Sevilly holí právě ty ze sevillských mužů, kteří se neholí sami. Pokusíme-li se odpovědět na otázku, zda holič holí sám sebe, dostaneme se do bludného kruhu. Pokud se sám neholí, tak se musí holit, protože holí ty, co se sami neholí. A naopak holí-li se sám, tak se holit nemůže, protože holí jen ty, kteří se sami neholí.

### Seznamy na Wikipedii
Paradox lze aplikovat i na Wikipedii: existoval zde článek Seznam seznamů, uvádějící všechny články, které jsou seznamy. Pokud by ovšem existoval článek nazvaný Seznam všech seznamů, které samy sebe neobsahují, musel by být buď neúplný (pokud neobsahuje sám sebe), nebo chybný (pokud sám sebe obsahuje).
Tyto vysvětlující varianty Russellova paradoxu mají oproti jeho exaktní množinové verzi jistou výhodu: paradoxu je možno se vyhnout tím, že se daný jev odmítne. U holičova paradoxu se prohlásí, že takový holič (či město) prostě nemůže existovat, na Wikipedii žádný takový článek také neexistuje atd. Význam Russellova paradoxu spočívá v tom, že v matematice nelze odmítnout existenci nějaké množiny, která plně vyhovuje definici, jen proto, že vede ke sporným závěrům. Odmítnutí existence takové množiny totiž znamená, že sama příslušná definice množiny je nevyhovující.

## Řešení paradoxu
Po předložení tohoto paradoxu byla intuitivní teorie množin přetvořena na axiomatickou teorii množin, přičemž byly axiomy formulovány tak, aby se tomuto a podobným problémům předešlo. Sám Russell, spolu s Alfredem Whiteheadem vytvořili ve své knize Principia Mathematica komplikovaný systém typů, který se známým paradoxům vyhýbal, ale nebyl šířeji přijat. V teorii typů má každý matematický objekt (individuum, množina, relace) svůj typ. Typy jsou uspořádány v hierarchii a množiny mohou obsahovat pouze objekty nižšího typu.
Dnes nejčastěji používaná Zermelova-Fraenkelova teorie množin se Russellovu paradoxu vyhýbá pomocí axiomu regularity, který mimo jiné přímo zakazuje množiny, které obsahují samy sebe. Axiom regularity zakazuje také například konečný kruh množin {\displaystyle A_{1}\in A_{2}\in \dots \in A_{n}\in A_{1}}. V této teorii množin pak tedy neexistují množiny jako množina všech množin či množina všech ordinálů, neboť by tyto množiny obsahovaly samy sebe. Místo toho tyto objekty tvoří takzvané vlastní třídy.
Existují i další teorie, které poskytují řešení Russellova paradoxu, např. tzv. New Foundations amerického filozofa Quina.